# Saison 1964-1965 de la LCH
Saison précédente Saison suivante
La  saison 1964-1965 est la 2e saison régulière de la Ligue centrale professionnelle de hockey. 

## Contexte et saison régulière
Chaque équipe dispute 70 matchs. 
Contrairement à la saison précédente, les six équipes de la Ligue nationale de hockey y sont représentées, les Oilers de Tulsa club-ferme des Maple Leafs de Toronto prennent possession de leur toute nouvelle patinoire, le Tulsa Assembly Center.
Le club ferme des Red Wings de Détroit est déplacé de Cincinnati vers la ville de Memphis. Il est renommé en Wings de Memphis.

### Classement final
Les quatre premières équipes sont qualifiées pour les séries éliminatoires.
| Clt   | Équipe                | PJ | V  | D  | N | BP  | BC  | Diff | Pts |
| ----- | --------------------- | -- | -- | -- | - | --- | --- | ---- | --- |
| +001, | Rangers de Saint Paul | 70 | 41 | 23 | 6 | 281 | 223 | 58   | 88  |
| +002, | Knights d'Omaha       | 70 | 37 | 25 | 8 | 246 | 238 | 8    | 82  |
| +003, | Bruins de Minneapolis | 70 | 36 | 27 | 7 | 239 | 193 | 46   | 79  |
| +004, | Oilers de Tulsa       | 70 | 35 | 27 | 8 | 254 | 224 | 30   | 78  |
| +005, | Wings de Memphis      | 70 | 26 | 35 | 9 | 243 | 245 | -2   | 61  |
| +006, | Braves de Saint-Louis | 70 | 13 | 51 | 6 | 189 | 329 | -140 | 32  |

- Qualifié pour les séries éliminatoires

### Meilleurs pointeurs
| Joueur         | Équipe      | PJ | B  | A  | Pts | Pun |
| -------------- | ----------- | -- | -- | -- | --- | --- |
| Tom McCarthy   | Tulsa       | 68 | 53 | 44 | 97  | 110 |
| Marc Dufour    | Saint Paul  | 69 | 43 | 50 | 93  | 33  |
| Barrie Ross    | Saint Paul  | 70 | 32 | 53 | 85  | 28  |
| Mike Walton    | Tulsa       | 68 | 40 | 44 | 84  | 86  |
| Rudy Panagabko | Minneapolis | 63 | 17 | 57 | 74  | 64  |

## Séries éliminatoires de la Coupe Adams

### Arbre de qualification
|  | Demi-finales                     | Demi-finales                     |            |   | Finale de la Coupe Adams            | Finale de la Coupe Adams            |
|  | Demi-finales                     | Demi-finales                     |            |   | Finale de la Coupe Adams            | Finale de la Coupe Adams            |
|  |                                  |                                  |            |   |                                     |                                     |
|  | 31 mars, 3, 4, 6 et 8 avril 1965 | 31 mars, 3, 4, 6 et 8 avril 1965 |            |   | 11, 13, 15, 17, 18 et 21 avril 1965 | 11, 13, 15, 17, 18 et 21 avril 1965 |
|  | 31 mars, 3, 4, 6 et 8 avril 1965 | 31 mars, 3, 4, 6 et 8 avril 1965 |            |   | 11, 13, 15, 17, 18 et 21 avril 1965 | 11, 13, 15, 17, 18 et 21 avril 1965 |
|  | Saint Paul                       | 4                                |            |   | 11, 13, 15, 17, 18 et 21 avril 1965 | 11, 13, 15, 17, 18 et 21 avril 1965 |
|  | Saint Paul                       | 4                                |            |   | 11, 13, 15, 17, 18 et 21 avril 1965 | 11, 13, 15, 17, 18 et 21 avril 1965 |
|  | Minneapolis                      | 1                                |            |   | 11, 13, 15, 17, 18 et 21 avril 1965 | 11, 13, 15, 17, 18 et 21 avril 1965 |
|  | Minneapolis                      | 1                                | Saint Paul | 4 |                                     |                                     |
|  | 31 mars, 3, 4, 6 et 8 avril 1965 |                                  | Saint Paul | 4 |                                     |                                     |
|  |                                  | Tulsa                            | 1          |   |                                     |                                     |
|  | Tulsa                            | Tulsa                            | 1          | 4 |                                     |                                     |
|  | Tulsa                            |                                  |            | 4 |                                     |                                     |
|  | Omaha                            | 2                                |            |   |                                     |                                     |
|  | Omaha                            | 2                                |            |   |                                     |                                     |

### Finale
Les Rangers de Saint Paul, après s’être incliné en finale l’année précédente, gagnent la Coupe Adams en battant  les Oilers de Tulsa sur le score de 4 matchs à 2.

### Effectif champion
L'effectif de l'équipe des Rangers de Saint Paul sacré champion de la Coupe Adams est le suivant :
- Gardien de but : Marcel Pelletier ;
- Défenseurs : Bob Ash, Terry Ball, Al LeBrun, Mike McMahon, Jim Mikol, Wayne Muloin, Tracy Pratt  ;
- Attaquants : Paul Andrea, Bill Collins, Bernard Deschamps, Marc Dufour, Alex Fitzpatrick, Wayne Hall, Bill Hway, Jim Johnson, Mel Pearson, Barrie Ross, Gary Sabourin ;
- Entraîneur : Fred Shero.

## Honneurs remis aux joueurs et équipes

### Trophées
| Trophée                 | Joueur         | Équipe                |
| ----------------------- | -------------- | --------------------- |
| Meilleur gardien de but | Cesare Maniago | Bruins de Minneapolis |
| meilleur défenseur      | Mike McMahon   | Rangers de Saint Paul |
| meilleure recrue        | Mike Walton    | Oilers de Tulsa       |
| meilleur pointeur       | Tom McCarthy   | Oilers de Tulsa       |
| meilleur joueur         | Cesare Maniago | Bruins de Minneapolis |

### Équipe d'étoile
| Position       | Joueur         | Équipe                |
| -------------- | -------------- | --------------------- |
| Gardien de but | Cesare Maniago | Bruins de Minneapolis |
| Défenseur      | Jean Gauthier  | Knights d'Omaha       |
| Défenseur      | Mike McMahon   | Rangers de Saint Paul |
| Ailier gauche  | Tom McCarthy   | Oilers de Tulsa       |
| Centre         | Mike Walton    | Oilers de Tulsa       |
| Ailier droit   | Marc Dufour    | Rangers de Saint Paul |